# Mariangela Piancastelli
Mariangela Piancastelli (Ferrara, 20 maggio 1953) è un'ex cestista italiana.

## Carriera
Con l'Italia ha disputato i Giochi olimpici di Mosca 1980, due edizioni dei Campionati mondiali (1975, 1979) e sei dei Campionati europei (1972, 1974, 1976, 1978, 1980, 1981).